# Perforation
Die Perforation (lateinisch Perforatio, von perforare für „durchlöchern, durchbohren“) oder Perforierung ist das Durchlochen von Hohlkörpern oder flachen Gegenständen. Regelmäßige Anordnung, Menge, Form und Größe der Löcher spielen besonders in der Technik eine Rolle.

## Industrie

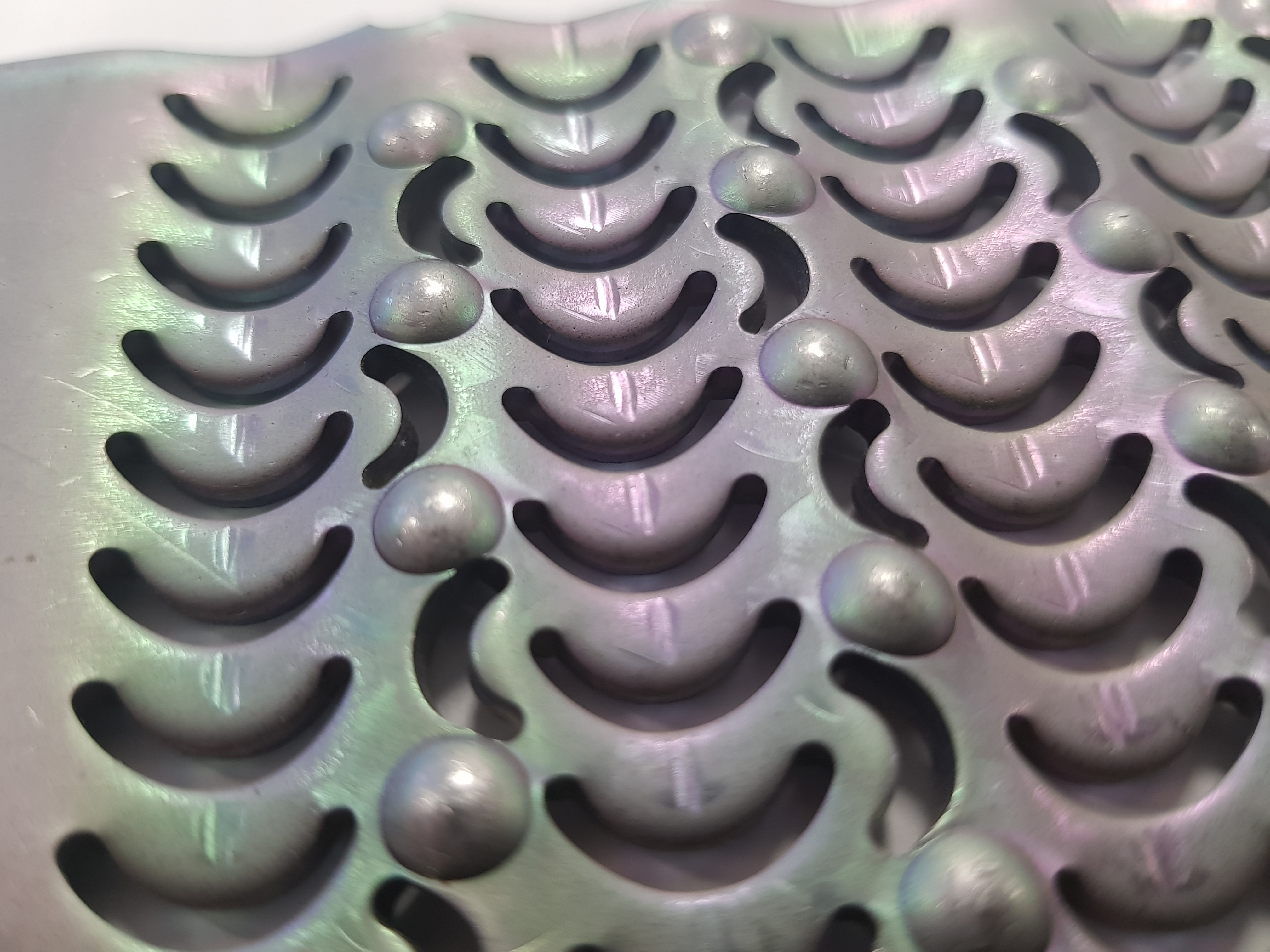
Perforationen in einem Blech

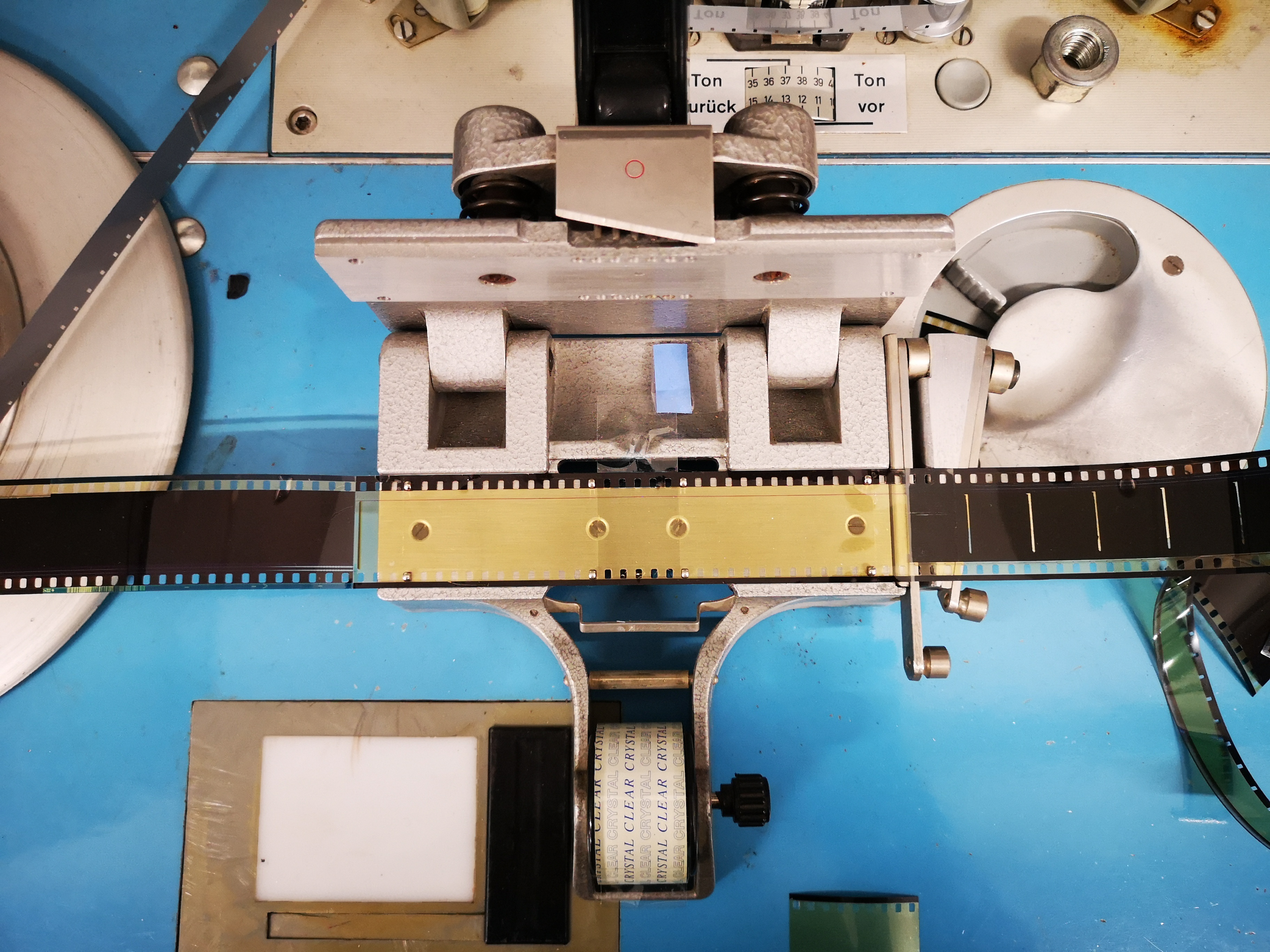
Filmperforation im Enter Museum in Solothurn

Neben vielen nachfolgend genannten Anwendungsbereichen finden sich spezielle Perforationen auch in der industriellen Anwendung wieder. Im Bereich der Oberflächen-, Filter- und Siebtechnik ist die Perforation oftmals sogar der entscheidende Faktor. Die Perforation, in Größe, Form und Anordnung ergibt sich hier insbesondere über die zu verarbeitende Ware, oder dem Verhalten des zu verarbeitenden oder in einem Prozess eingesetzte Medium z. B. im Druckbereich. Feststoffe verhalten sich hier in der Regel gänzlich anders, als flüssige Medien. Bei Feststoffen geht es in der Regel um Sieben oder Trennen der Ware, oder des Mediums mittels unterschiedlicher, oder angepasster spezieller Perforationen. Wie da sind Mehl, Sand, Staub, Pulver, Kleinteile, Getreide, Rund-Gemüse und Früchte, oder dem Abtrennen von Boden, wie bei Kartoffeln, oder Spreu beim Getreide. Ein spezieller Bereich ist die Oberflächentechnik. Hier im Besonderen die Wärmebehandlung von Metallen, dem Beschichten und Lackieren oder im Bereich der Galvanik. In der Anfangszeit wurde mit Drahtgewebegitter, später auch mit gestanzten Perforationen gearbeitet. Hier waren es anfänglich Rundlochperforationen oder Schlitzlochperforationen. Einige Zeit später kam dann die in der Lebensmittelindustrie verwendete Conidur-Perforation hinzu. Sehr schnell stieß man mit diesen inzwischen handelsüblichen Perforationen an die Grenzen. Physikalische Effekte schränken diese Perforationen stark ein. Das ergibt sich durch die Geometrie der Perforation und die dort wirkenden physikalischen Gesetze, als auch die nicht ausreichende Perforationsfläche. Mitte der 90er Jahre begann ein Unternehmen aus Menden, die Eigenschaften der unterschiedlichen Perforationsgeometrien zu untersuchen. Als Ergebnis entstand die patentierte Sichelloch- und Sinusperforation, welche bis heute weiterentwickelt wurden. Inzwischen gelten diese teils patentierten Perforationen im Bereich der Oberflächentechnik und der Wärmebehandlung als Standard. Zum Verpacken werden Folien perforiert, wodurch die Luftdurchlässigkeit gegeben ist.

## Fotografie und Film
Im Kontext von Film und Fotografie bezeichnet man als Perforation die regelmäßige Lochung von fotografischen Filmen und Kinofilmen zum Zwecke von Transport und Positionierung.
Beim Schmalfilm entfällt auf die Höhe jedes Einzelbildes ein Perforationsloch, bei Kleinbildfilm sind es auf die Breite jedes Bildes acht.
Die Perforation an Rollfilmen nutzte erstmals Dickson für seinen Kinematographen im Jahr 1893, wobei er längs halbierten 70-mm-Film waagerecht im Apparat durchlaufen ließ. Auch die Brüder Lumière setzten eine Perforiermaschine für ihren 35-mm-Film ein, sie ließen ihn jedoch senkrecht durch den Apparat laufen.
Mit einer Klebepresse werden Zelluloidfilme geschnitten, indem die Perforation aufeinander gelegt und geklebt wird.
In der Fotografie nutzte erstmals Oskar Barnack Kinefilm im Jahr 1914 für die Entwicklung der Ur-Leica, die dann als erste moderne Kleinbildkamera ab 1924 vermarktet wurde.

## Druck/Papier

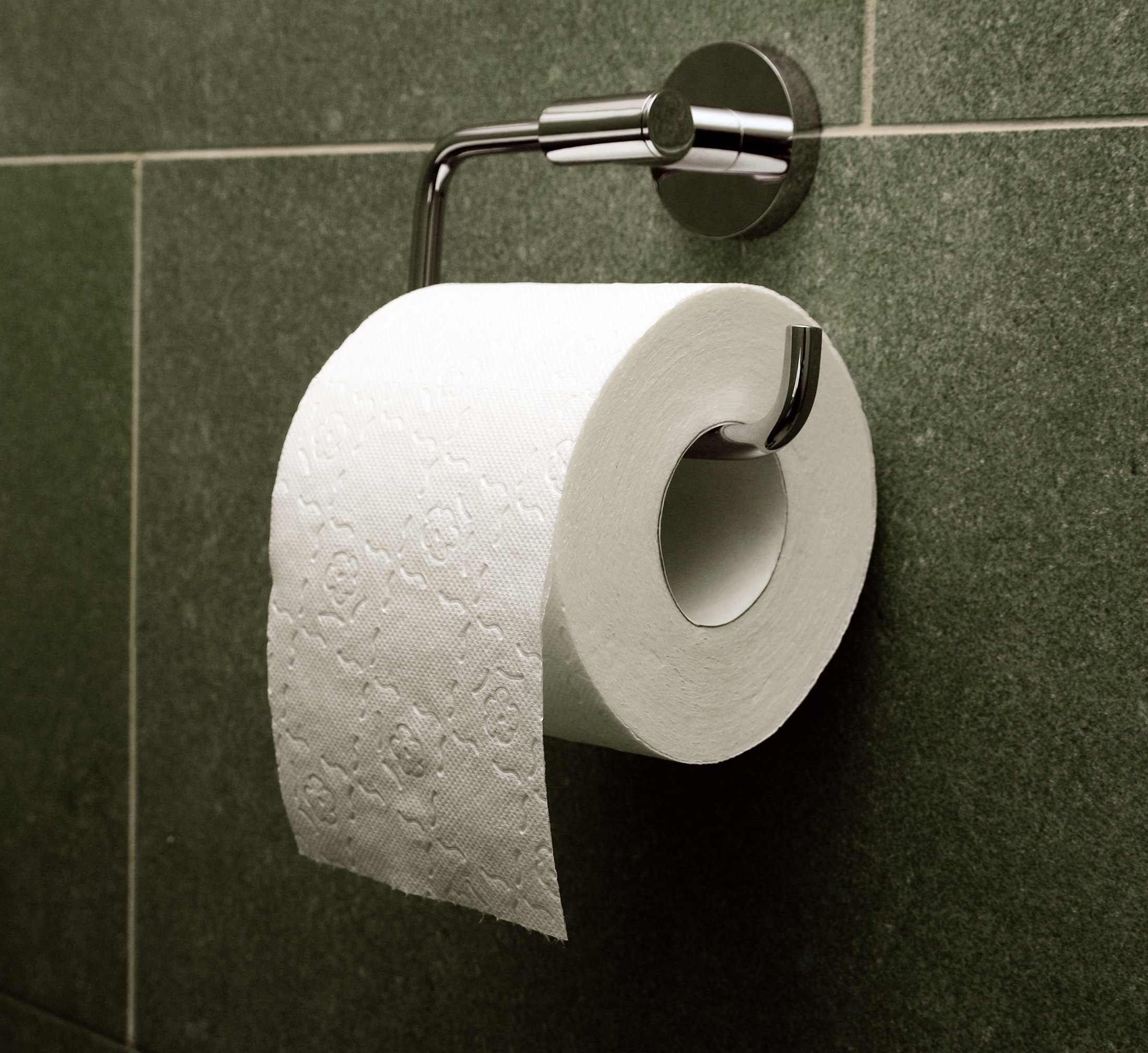
Intermittierend perforiertes Toilettenpapier für Einzelblatt-Abriss

Schlitz- und Lochstanzung in Papier oder Karton zum Abtrennen eines Blattes oder Blattteiles. Herzustellen im Endlosdruck (z. B. bei Nadeldruckern) auch mit Buchdruck- (wie etwa mit dem Heidelberger Tiegel – Tiegeldruckpressen) oder allgemein Perforiermaschinen, teilweise auch in Offsetdruckmaschinen, indem die Perforationslinien auf den Gegendruckzylinder geklebt und das Gummituch als Gegenform verwendet wird. Eine Perforation wird in Zähnen (siehe auch Blattform: Spreitenrand) oder Zoll gemessen.

## Philatelie
In der Philatelie (Briefmarkenkunde) bezeichnet Perforation das Zähnen oder Durchstechen eines Briefmarkenbogens zur leichteren Trennung der einzelnen Postwertzeichen. (vergleiche auch Briefmarkentrennung).

## Medizin

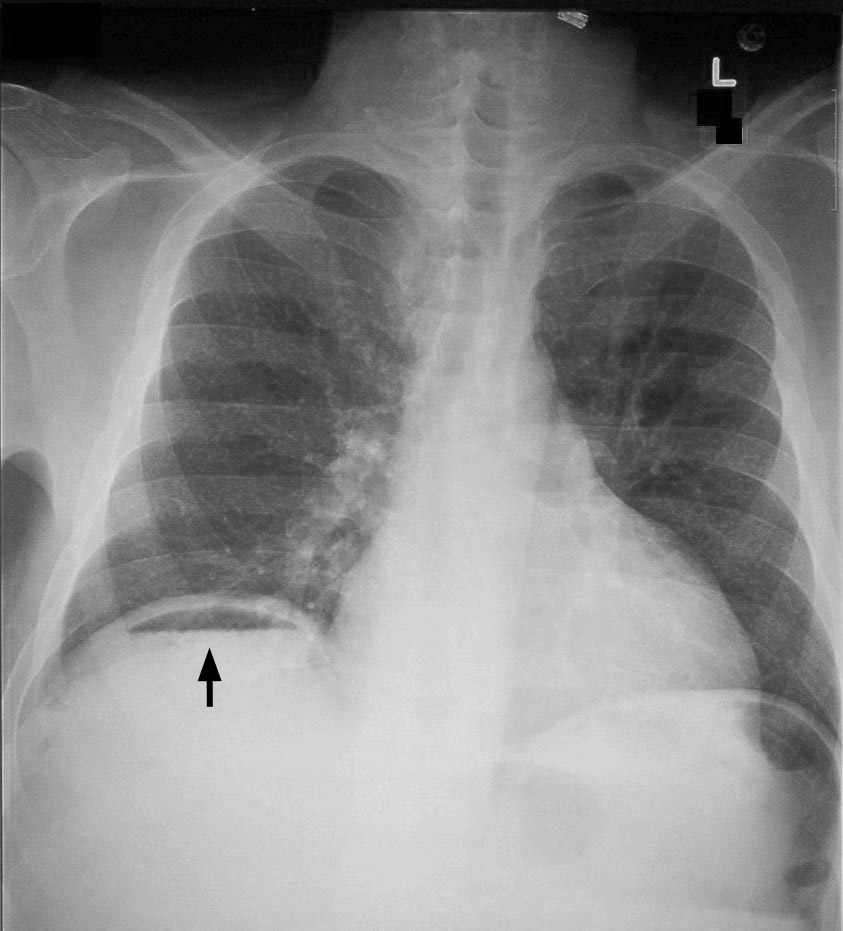
Freie Luft im Bauchraum nach einer Perforation des Magen-Darm-Traktes (Pneumoperitoneum)

In der Medizin bezeichnet eine Perforation den Durchbruch oder die Durchstoßung von Gewebe, welches eine Körperhöhle ummantelt. Der Begriff wird dabei sehr vielfältig angewendet:
- Anatomie
- krankheitsbedingte Perforation
- Unfall oder Waffeneinwirkung
- therapeutische Perforation mit einem Perforator
- iatrogene Perforation

In der Anatomie bezeichnet man zum Beispiel die Venen, welche tiefes und oberflächliches Venensystem am Bein verbinden als Venae perforantes. Diese Gefäße durchbohren (= perforieren) auf ihrem Weg die Faszien der Beine.
Krankheitsbedingte Perforationen kommen beispielsweise vor
- im Gastrointestinaltrakt: Speiseröhre, Magen, Zwölffingerdarm, Dünndarm, Dickdarm, Gallenwege
- im HNO-Bereich: Trommelfell, Nasenseptum
- in der Zahnmedizin
- in der Gynäkologie: Gebärmutter
- in der Urologie: Harnblase
- in der Augenheilkunde: Hornhaut

Eine Perforation der Speiseröhre ist immer lebensbedrohlich und kann durch einen Tumor ausgelöst werden. Geschwüre von Magen und Zwölffingerdarm können in die Bauchhöhle durchbrechen und ein akutes Abdomen auslösen. Auch Gallensteine können durch einen Druck auf die Gallenblasenwand eine Perforation bewirken. Eine Perforation des Dickdarms kommt zum Beispiel bei der Colitis ulcerosa vor. Im HNO-Bereich kann sich der Eiter einer Mittelohrentzündung durch eine Perforation des Trommelfells in den Gehörgang entleeren. Eine Perforation der Gebärmutter kann unter einer Spontangeburt nach einem Kaiserschnitt durch Ruptur der alten Narbe entstehen. Die Harnblase kann durch einen bösartigen Tumor perforiert werden, so dass sich der Urin in die Bauchhöhle entleert.
Perforationen können auch bei Unfällen unter Beteiligung spitzer Gegenstände entstehen. Beim Sturz auf eine Spitze spricht man von einer Pfählungsverletzung. Auch nach Messerattacken oder Schussverletzungen müssen Perforationen ausgeschlossen oder saniert werden.
Therapeutische Perforationen werden z. B. eingesetzt, um Eiter nach außen abzuleiten. Ein Beispiel ist die Perforation des Trommelfells, um den Eiter einer Mittelohrentzündung in den Gehörgang abzuleiten. Auch bei Abszessen führt der Chirurg zunächst eine Perforation durch, um den Eiter abzulassen.
Iatrogene Perforationen werden ungewollt vom Arzt während einer therapeutischen Maßnahme erzeugt. Bei der Ausschabung der Gebärmutter kommt es zum Beispiel gelegentlich zu einer ungewollten Perforation der Uteruswand. Dadurch können Keime in die Bauchhöhle verschleppt und dadurch eine Bauchfellentzündung erzeugt werden. Der Zahnarzt spricht von einer Perforation, wenn zum Beispiel bei einer Wurzelbehandlung die Kieferhöhle eröffnet wurde.

## Holzschutz
Bei der chemischen Druckimprägnierung besteht das Problem, dass das wichtigste Bauholz, das Fichtenholz, sich nur sehr schlecht imprägnieren lässt. Die geringen Eindringtiefen von meist nur wenigen Millimetern reichen für einen wirksamen Schutz von Holzbauteilen in der Regel nicht aus. Um die Imprägnierbarkeit von Fichtenholz zu verbessern, wurde die Perforation schon seit den 50er des vorigen Jahrhunderts eingesetzt. Diese Methode besteht darin, in verhältnismäßig engem Raster Schlitze oder Löcher in der Holzoberfläche anzubringen, das heißt, das Holz bis zu einer gewünschten Tiefe zu „perforieren“. Die Perforation des Holzes erhöht die Aufnahme des Holzschutzmittels.

## Erdöl- und Erdgasförderung
Die Perforation ist der Punkt, an dem das Fördergut (Erdöl oder Erdgas) in die Förderanlage fließt.

## Leder
Zur besseren Belüftung wird Leder als Bezugsmaterial von Möbeln teilweise perforiert.

## Einzelbelege
1. ↑  Karl Ernst Georges: perforo. In: Ausführliches lateinisch-deutsches Handwörterbuch. 8., verbesserte und vermehrte Auflage. Band 2. Hahnsche Buchhandlung, Hannover 1918, Sp. 1591 (Digitalisat. zeno.org).
2. ↑  perforieren. Duden-online; abgerufen am 16. Februar 2016
3. ↑  Falzung & Perforation. In: onlineprinters.ch. Abgerufen am 4. Juli 2021.
4. ↑  Was ist Perforation? Kurzbeschreibung. In: afs.biz. Abgerufen am 4. Juli 2021.
5. ↑  Perforation. Das Lexikon der Filmbegriffe. In: uni-kiel.de. Abgerufen am 3. Juli 2021.
6. ↑  Perforation. In: Wolfram Grallert: Lexikon der Philatelie. Phil*Creativ, Schwalmtal 2006; 3. unveränderte Auflage 2015, ISBN 978-3-932198-38-0
7. ↑  Sarah Sommer, Norbert Ostendorf, Frank Antwerpes: Perforation. DocCheck Flexikon, abgerufen am 21. Juli 2019.
8. ↑  Perforation. In: Zahnlexikon. 2015, abgerufen am 21. Juli 2019.